# Ulrike Hölzl
Ulrike Hölzl (* 3. Februar 1975 in Rum) ist eine ehemalige österreichische Snowboarderin. Sie nahm am Snowboard-Halfpipe der Frauen bei den Olympischen Winterspielen 1998 in Nagano teil und erreichte den 17. Platz. In der Weltcupsaison 1997/1998 erreichte sie in der Gesamtwertung den 33. Platz. In der Halfpipe-Wertung erreichte sie den 8. Platz. Am 27. November 1997 erreichte sie im Halfpiperennen in Hintertux den dritten Platz. 1998 beendete sie ihre Karriere als aktive Sportlerin.